# John Patrick Amedori
John Patrick Amedori (* 20. April 1987 in Baltimore, Maryland) ist ein US-amerikanischer Schauspieler und Rockmusiker.

## Leben
Ursprünglich wollte Amedori Leadgitarrist einer eigenen Band werden. Aus diesem Grund gründete er 1997 zusammen mit Jeff Hunter die Band Sanitarium.
Ende der 1990er Jahre nahm Amedori Schauspielunterricht am Actor Center in Philadelphia. In dem Film Almost Famous – Fast berühmt hatte er einen extra für ihn geschriebenen Cameo-Auftritt, nachdem er Cameron Crowe ein Video zugeschickt hatte, auf dem er beim Gitarrespielen zu sehen war. Daneben war er u. a. in Fernsehserien wie Law & Order, Nip/Tuck – Schönheit hat ihren Preis, Vanished, Dr. House, Still Standing und Ghost Whisperer – Stimmen aus dem Jenseits zu sehen. Zudem spielte er in einigen Werbespots mit, z. B. für Coca-Cola und auch gegen Drogenkonsum.
Mittlerweile spielt er nicht mehr in der Band Sanitarium, sondern arbeitet an seiner Solokarriere. So schrieb er für den Soundtrack von Rebell in Turnschuhen den Song Love Song. In der Band Ceesau spielt er zusammen mit dem Leadsänger Carmine Giovinazzo (bekannt durch seine Rolle des Danny Messer in CSI: NY) und dem Drummer Michael Brasic.
Er lebt in Kalifornien und hat einen jüngeren Bruder, der Skateboarder ist.

## Filmografie (Auswahl)
- 2000: Unbreakable – Unzerbrechlich (Unbreakable)
- 2001: Law & Order (Fernsehserie, Folge 11x24)
- 2001: Philly (Fernsehserie, 2 Folgen)
- 2002: The Guardian – Retter mit Herz (The Guardian, Fernsehserie, Folge 1x17)
- 2002: Incest (Kurzfilm)
- 2002: Alles wegen Grace (State of Grace, Fernsehserie, Folge 2x13)
- 2003: Still Standing (Fernsehserie, Folge 2x01)
- 2004: Butterfly Effect (The Butterfly Effect)
- 2004: Die himmlische Joan (Joan of Arcadia, Fernsehserie, Folge 2x03)
- 2005: Rocky Point (Fernsehserie, Folge 1x01)
- 2005: Dr. House (House, M.D., Fernsehserie, Folge 1x08)
- 2005: The Good Humor Man
- 2005: Little Athens
- 2005: Mrs. Harris – Mord in besten Kreisen (Mrs. Harris, Fernsehfilm)
- 2005: Ghost Whisperer – Stimmen aus dem Jenseits (Ghost Whisperer, Fernsehserie, Folge 1x06)
- 2005: Nip/Tuck – Schönheit hat ihren Preis (Nip/Tuck, Fernsehserie, Folge 3x08)
- 2005: Law & Order: Special Victims Unit (Fernsehserie, Folge 7x09)
- 2006: Rebell in Turnschuhen (Stick It)
- 2006: Love Is the Drug
- 2006: Vanished (Fernsehserie, 13 Folgen)
- 2007: Numbers – Die Logik des Verbrechens (NUMB3RS, Fernsehserie, Folge 3x12)
- 2008: The Cleaner (Fernsehserie, Folge 1x07)
- 2008: Gossip Girl (Fernsehserie, 6 Folgen)
- 2009: TiMER
- 2009: CSI: Miami (Fernsehserie, Folge 8x10)
- 2010: Scott Pilgrim gegen den Rest der Welt (Scott Pilgrim vs. the World)
- 2012: Jayne Mansfield’s Car
- 2013: Criminal Minds (Fernsehserie, Folge 8x13)
- 2013: The Last Stand
- 2015: Hindsight (Fernsehserie, 10 Folgen)
- 2015: A Beautiful Now
- 2015: The Vatican Tapes
- 2016: Aquarius (Fernsehserie, 2 Folgen)
- 2017–2021: Dear White People (Fernsehserie, 40 Episoden)
- 2019: After Darkness
- 2024: Detained